# 石嘴山银行
石嘴山银行成立于2009年3月21日，总部设在中国宁夏回族自治区石嘴山市，石嘴山银行是在原石嘴山市城市信用社基础上成立的地方性股份制商业银行。